# Kalotina, Sofia
Kalotina (în bulgară Калотина) este un sat în comuna Dragoman, regiunea Sofia,  Bulgaria. 

## Demografie
Componența etnică a satului Kalotina
     Bulgari (98,4%)
     Romi (1,2%)
     Nicio identificare (0,4%)
     Altele (0%)
La recensământul din 2011, populația satului Kalotina era de 250 locuitori. Din punct de vedere etnic, majoritatea locuitorilor (98,4%) erau bulgari, cu o minoritate de romi (1,2%). Pentru 0,4% din locuitori nu este cunoscută apartenența etnică.